# Тржич
Тржич (словен. Tržič) — поселення в общині Тржич, Горенський регіон, Словенія. Висота над рівнем моря: 516,4 м.

## Видатні особи
У місті з 1932 по 1947 проживав Іван Боберський, відомий політичний та спортивний український діяч. На його честь відкрито пам'ятну дошку. 